# John Badcock
John Charles Badcock –conocido como Felix Badcock– (West Ham, 17 de enero de 1903-Petersfield, 29 de mayo de 1976) fue un deportista británico que compitió en remo.
Participó en dos Juegos Olímpicos de Verano en los años 1928 y 1932, obteniendo dos medallas, plata en Ámsterdam 1928 y oro en Los Ángeles 1932.

## Palmarés internacional
| Juegos Olímpicos | Juegos Olímpicos             | Juegos Olímpicos | Juegos Olímpicos   |
| Año              | Lugar                        | Medalla          | Prueba             |
| ---------------- | ---------------------------- | ---------------- | ------------------ |
| 1928             | Ámsterdam (Países Bajos)     | Medalla de plata | Ocho con timonel   |
| 1932             | Los Ángeles (Estados Unidos) | Medalla de oro   | Cuatro sin timonel |